# 狩俣倫太郎
狩俣 倫太郎（かりまた りんたろう、1973年11月22日 - ）は、琉球放送執行役員ラジオ・アナウンス室担当コンテンツ本部アナウンス室長・アナウンサー。

## 来歴
沖縄県那覇市首里出身。那覇市立城北中学校、沖縄県立開邦高等学校を経て、慶應義塾大学卒業。
報道部記者として入社。担当は警察・裁判所・第11管区海上保安本部。事件・事故・裁判等を取材し原稿を作成。その後アナウンサーとしての辞令を受けた。
2018年よりラジオカンパニーアナウンス室長。2023年4月メディア本部ラジオ局長（兼アナウンス室）、同年5月30日、6月20日の株主総会および取締役会をもって執行役員ラジオ担当への昇格を発表。2025年4月執行役員ラジオ・アナウンス室担当コンテンツ本部アナウンス室長。
2023年5月31日には、自身が制作・ナレーションを担当した「RBCiラジオスペシャル　ダニーボーイ・齋藤悌子、ジャズと生きる」（2022年12月31日放送）の第60回ギャラクシー賞ラジオ部門・大賞受賞が発表された。
同年9月18日東京でのRBC初代アナウンサー・川平朝清のカジマヤー祝いに参加し、帰沖した直後の9月23日に脳梗塞で倒れ右半身麻痺と失語症を併発、レギュラー番組「MUSIC SHOWER Plus+ 」も長期休演を余儀なくされる。その後1年半にわたる闘病・療養を経て、2025年2月収録、3月6日放送の「MUSIC SHOWER Plus+」のコーナー「倫くんの大冒険」の初回放送で復帰し、上述の経緯を公表した。当面は毎週木曜日に収録で放送される。
なお、上述のコーナー開始時点ではリハビリ中ということもあり、RBC社員としては勤務日を絞る形で復職し、アナウンサーとしての本格的な復帰の目処は立っていない。

## 人物・エピソード
座右の銘は「正しいことより美しいこと」。趣味は料理等。
母親は狩俣信子元沖縄県議（社会民主党所属）。
定時ニュース等でのきわめて高いアナウンス技術に加え、現在の担当番組MUSIC SHOWER Plus+でのフリートークで沖縄県内の多くのファンの心をつかみ、radikoのエリアフリー普及以降はそのファンが全国的に拡大、絶大的な人気を誇る。この様にバラエティ番組のMCとしては歯に衣着せぬ毒舌のキャラクターが持ち味とするが、持ち前の英語力等を活かして地元・沖縄を代表するアナウンサーとして国際会議の司会といった仕事もこなす。
その人気の拡大のもうひとつの要因は、実はゲイではないかという、特に女性ファンからの溜息のような悲嘆に暮れてしまわせる「噂」であるが、それも県内では完全にポジティブに捉えられている。
アナウンサーデビュー以来県内ではルックスのよさに加えフェミニンなキャラから、男性のみならずそれ以上に女性からもきわめて高い人気を誇り、所属部署でも女性アナウンサーからの支持が高いと言われるが、独身を貫いているとされる私生活は謎めいており、担当番組でそういった噂へのリスナーからのツッコミもあるも否定も肯定も一切していないどころか存分にネタにして楽しみ尽くしている感もある。それがまた狩俣の魅力であり、一層のファン拡大に繋がっているようである。
実際出演番組ではある時には毒舌と、またある時には強烈なオネェ言葉とを絶妙に使い分け、絶大な支持を広げ続けている。

## ディスコグラフィ
- パーティー中毒 (Party Addict)
- i beg you...
- A-O-Choo!
- 週休二日
- Beautiful Days (Ballad version)

## 出演している番組
ラジオ
- MUSIC SHOWER Plus+ （月 - 水担当[注 4]、10:00 - 13:55）※長期休演していたが、2025年3月6日から冠コーナー「倫くんの大冒険」のみ出演[13]。
- RBCニュース

テレビ
- RBC NEWS Link FLASH
- JNNニュース

## 過去に出演した番組
テレビ
- 情報コンビニ龍の髭
- ジョートーTV
- 沖縄BON!! (土 12:00 - 12:57)
- 島人ぬ宝（日 12:54 - 13:00）

ラジオ
- @BBS（2005年9月末にリニューアルのため卒業）
- 深夜大学R（2006年3月末に卒業）
- 山葵宴〜Radish Garden〜
- 尚学チャレンジアワー
- シャキッとi（木・金担当 2008年3月いっぱいで降板）
- カウチ・イン・ザ・ラウンジ（ - 2008年3月）
- ジャズを聴きたくて
- りゅうぎんドライビング・ブレイク（2代目パーソナリティ 2018年3月いっぱいで降板）
- RBCiラジオ教育特別番組「校則改革」[1]（2022年2月6日 15:00 - 16:00）
- 特別番組 ゆかる日 まさる日 さんしんの日（総合司会担当、毎年3月4日 11:45 - 21:00）※2024年・2025年は嘉大雅が担当